# 사토 조세이
사토 조세이(일본어: 佐藤 丈晟, 2004년 10월 28일~)는 일본의 축구 선수이다.

## 구단 경력
그는 2021년 J1리그의 오이타 트리니타에 입단했다. 2021년후 J2리그에 강등했다.